# Kiền An
Kiền An (chữ Hán giản thể: 乾安县) là một huyện thuộc địa cấp thị Tùng Nguyên, tỉnh Cát Lâm, Cộng hòa Nhân dân Trung Hoa. Huyện này có diện tích 3522 ki-lô-mét vuông, dân số năm 2002 là 300.000 người. Mã số bưu chính là. Chính quyền huyện đóng tại. Về mặt hành chính, huyện này được chia thành 6 trấn, 9 hương.
- Trấn: Kiền An, Đại Bố Tô, Thủy Tự, Sở Gia, An Tự, Thượng Tự.
- Hương: Dư Tự, Lân Tự, Lan Tự, Thử Tự, Tán Tự, Đạo Tự, Tài Tự, Tiên Tự, Nghiêm Tự.